# Маи Масри
Маи Масри (арап. مي المصري, рођена 2. априла 1959. у Аману, Јордан) палестинска је режисерка која се школовала у Сједињеним Америчким Државама, а до сада је режирала 9 филмова.

## Детињство
Маи је рођена 2. априла 1959. у Аману, Јордан. Она је ћерка Муниба Масрија из Наблуса и Американке из Тексаса. Одрастала је у Бејруту, где је провела већи део живота. Дипломирала је на Државном универзитету у Сан Франциску 1981. године. Убрзо након тога се вратила у Бејрут и започела своју филмску каријеру.

## Приватни живот
Маи Масри је упознала свог садашњег супруга, либанског режисера, Жана Шамуна, 1982. године. Режирали су неколико филмова заједно. Венчали су се 1986. и имају две ћерке, Нур и Хану. Нур је дизајнер интеракције и похађала је Школу дизајна Парсонс, док је Хана глумица у Њујорку. Маи је живела у близини палестинског избегличког кампа Шатиле надомак Бејрута, када је либанска паравојна трупа извршила масакр 1982. године.

## Дела

### Филмографија
Тематика филмова Маи Масри фокусира се на Палестину и Блиски исток, а за њих је освајала награде на филмским фестивалима широм света.
- Under the Rubble (1983) (Под рушевинама)
- Wild Flowers: Women of South Lebanon (1986) (Дивље цвеће - Жене Јужног Либана)
- War Generation (1989) (Ратна генерација)
- Children of Fire (1990) (Деца ватре)
- Suspended Dreams (1992) (Одложени снови)
- Hanan Ashrawi: A Woman of Her Time (1995) (Ханан Ашрави: Жена њеног времена)
- Children of Shatila (1998) (Деца Шатиле)
- Frontiers of Dreams and Fears (2001) (Граница снова и страхова)
- Beirut Diaries (2006) (Бејрутски дневници)
- 33 Days (2007) (33 дана)
- 3000 Nights (2015) (3000 ноћи)

### Чланци
- Масри, Маи. (Јануар 2008) "Transcending Boundaries", This Week in Palestine.